# Atlas wirft die Welt ab

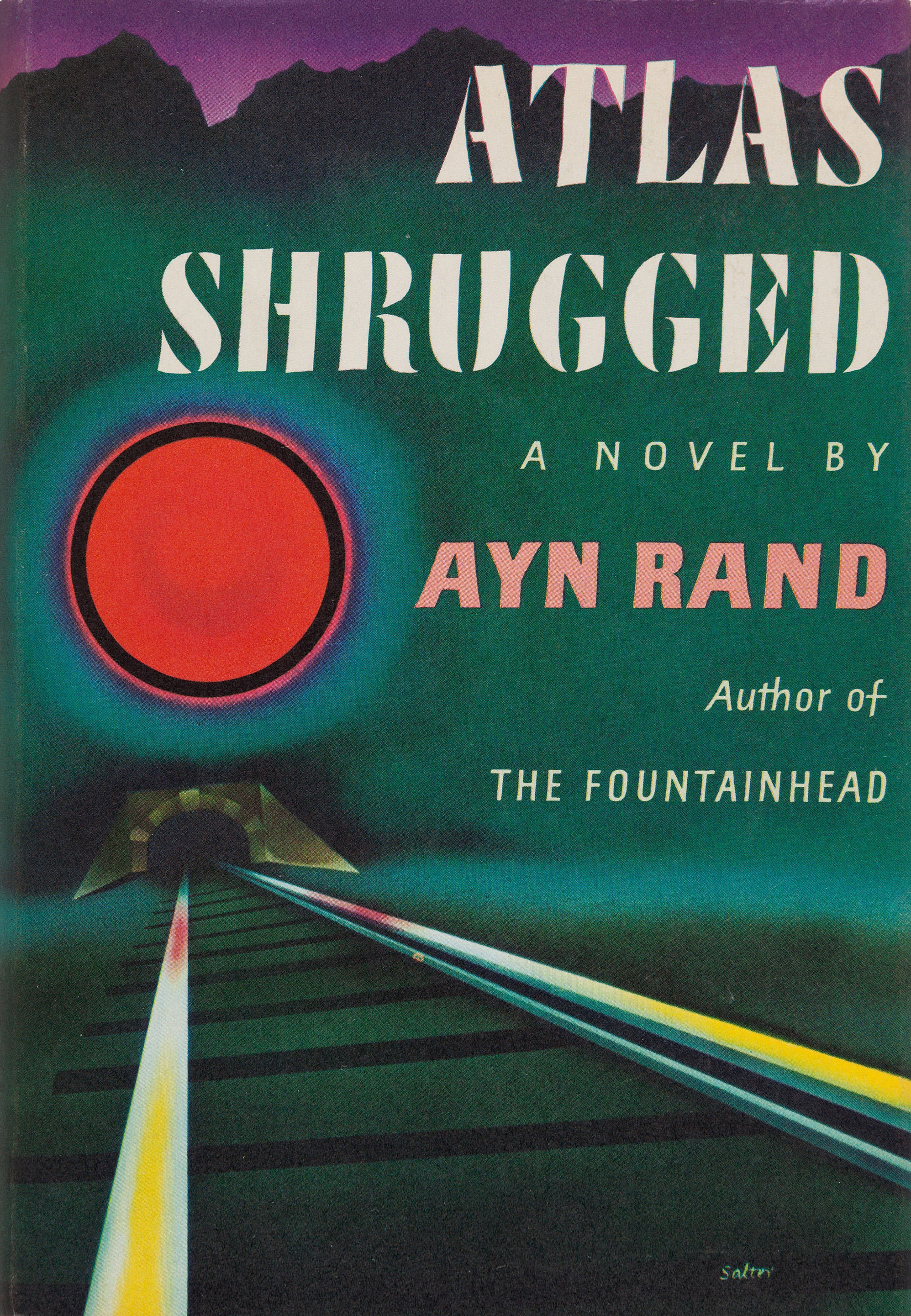
Umschlaggestaltung der Erstausgabe

Atlas wirft die Welt ab oder Wer ist John Galt? (englischer Originaltitel Atlas Shrugged) ist ein 1957 erschienener Roman von Ayn Rand. In Deutschland wurde das Buch im Jahr 2012 unter dem Titel Der Streik und 2021 unter dem Titel Der freie Mensch neu aufgelegt.
Der Roman erzählt die Geschichte von Dagny Taggart, Erbin einer transkontinentalen Eisenbahnlinie, die den Verfall der amerikanischen Wirtschaft, welcher durch das rätselhafte Verschwinden erfolgreicher Großindustrieller bedingt ist, zu verhindern versucht. Anhand dieser Geschichte entwickelt Rand ihre Philosophie des Objektivismus, die den Verstand zum Maß aller Dinge erklärt, Egoismus als Tugend versteht und sich für strikten Laissez-faire-Kapitalismus einsetzt. Die Frage „Wer ist John Galt?“ durchzieht den Roman als Leitmotiv und wird von den Romanfiguren immer dann gestellt, wenn es auf andere Fragen scheinbar keine Antworten gibt und die Situation hoffnungslos ist. Der Titel, wörtlich übersetzt „Atlas zuckte mit den Schultern“, ist eine Anspielung auf den mythischen Titanen Atlas, der das Himmelsgewölbe auf den Schultern trägt – Rand stellt hier die Frage, was passieren würde, wenn die „tragenden“ Menschen der Gesellschaft plötzlich verschwinden würden.
Rands Roman gilt in den Vereinigten Staaten als eines der einflussreichsten politischen Bücher des 20. Jahrhunderts.

## Inhalt
Der Roman spielt in den Vereinigten Staaten der 1950er Jahre, setzt sich jedoch zunehmend durch fiktive politische Entwicklungen und Science-Fiction-Elemente von der Realität ab. Die Hauptperson des Romans ist Dagny Taggart, Erbin und Vizepräsidentin der Eisenbahngesellschaft Taggart Transcontinental. Zur Rettung der finanziell angeschlagenen Eisenbahn baut Dagny aus dem futuristischen Rearden-Metall die neue John-Galt-Linie zu den Ölfeldern von Ellis Wyatt und beginnt dabei eine Affäre mit dem seelenverwandten Stahlindustriellen Hank Rearden. Kurz darauf treibt der Besuch eines Unbekannten Wyatt dazu, seine Ölfelder niederzubrennen und spurlos zu verschwinden. Dagny entwickelt daraufhin die Theorie eines „Zerstörers“, der Unternehmer zum Aufgeben überredet, und will diesen ihrer Ansicht nach schlimmsten Feind der Menschheit zur Strecke bringen.
Währenddessen arbeitet Dagnys Bruder und Widersacher James Taggart unter dem Deckmantel sozialer Verantwortung daran, Unternehmer zu enteignen und einen sozialistischen Volksstaat einzuführen. Als die politische Situation unerträglich wird, macht sich Dagny auf die Suche nach dem Erfinder eines genialen atmosphärischen Motors, dessen Experimentalprototyp sie in der verwilderten Fabrik der Twentieth Century Motor Company gefunden hat. Durch diese Suche kommt sie einem rätselhaften Dreigestirn auf die Spur, bestehend aus ihrer Jugendliebe, dem Kupferindustriellen Francisco d'Anconia, dem Piraten Ragnar Danneskjöld und einem unbekannten Dritten, allesamt ehemalige Schüler des Philosophen Hugh Akston, die mit dem Verschwinden der Unternehmer in Verbindung stehen.

## Bedeutung
Auf der Grundlage der fiktiven Handlung entfaltet Rand in dem Roman ihre Philosophie des Objektivismus. Rand zieht einen scharfen Kontrast zwischen den aufbauend „Schaffenden“ und den zerstörerischen „Plünderern“. Dabei stehen kluge, ehrliche, schöne und erfolgreiche Vertreter des Objektivismus wie Hank Rearden, Francisco d'Anconia und schließlich John Galt entscheidungsschwachen, verlogenen, hässlichen und erfolglosen Vertretern anderer Überzeugungen wie James Taggart, Reardens Ehefrau Lillian und den „Jungs in Washington“ gegenüber. Über die Figur von Dagny versucht Rand darzulegen, dass der Weg einer noch unentschlossenen aber selbstbewussten Persönlichkeit zwangsläufig zum Objektivismus führt.
Nach dem Objektivismus sind Egoismus, Erfindergeist und Tüchtigkeit die höchsten Tugenden. Eigennützig produzierende Großindustrielle, die diese Tugenden in höchstem Maße in sich vereinigen, sind demzufolge der „Motor der Welt“, und Rand führt aus, dass das Anhalten dieses Motors zum Ende der Zivilisation führt. Aus objektivistischer Sicht sind alle staatlichen Eingriffe unmoralisch, denn sie behindern nicht nur die freie Entfaltung der Menschen, sondern sie verschlechtern auch die Versorgung der Bevölkerung mit Ressourcen, Gütern und Dienstleistungen (einschließlich Bildung und medizinischer Versorgung), deshalb ist strikter Laissez-faire-Kapitalismus das einzig legitime Wirtschaftssystem.
Selbstlosigkeit, die traditionell als Tugend gilt, ist nach Rands Analyse eine der Kernursachen für das Scheitern anderer Systeme wie Sozialismus und Kommunismus. Jeder Akt selbstloser Hilfe belohnt nach Rand Bedürftigkeit statt Fähigkeit, und erzieht die Menschen dazu, faul zu sein und grundlos zu fordern, statt ihre Probleme durch Arbeit selbst zu lösen. Dies legt sie am Beispiel der Twentieth Century Motor Company dar, in der die Mitarbeiter nach Bedürftigkeit statt Fähigkeit bezahlt werden, und die sich daraufhin zu einem „wahren Horror“ entwickelt, in dem die Arbeitenden sich für die Faulen zu Tode schuften und alle einander hassen. Die objektivistische Lösung wird gegen Ende des Romans in einem Schwur zusammengefasst: „Ich schwöre, dass ich niemals zum Wohl eines Anderen leben werde und niemals von einem Anderen verlangen werde, für mein Wohl zu leben.“
Selbst die Liebe ist nach Rand alles andere als selbstlos, sondern rational begründeter Eigennutz. Der Liebende „erkauft“ sich nicht nur sexuelle, sondern auch geistige Befriedigung, indem er stets einen Partner sucht, der seiner selbst würdig ist. So fliegt Dagny Taggarts Herz denn auch immer dem Mann zu, dessen Verstand sie gerade am meisten schätzt. Den Höhepunkt der Argumentation bildet der Selbstmord Cherryl Taggarts, die nicht begreifen kann, dass ihr Gatte James nicht „für“ etwas, sondern „einfach nur wegen seiner selbst“ geliebt werden möchte.
Die strebsame Cherryl kann nicht begreifen, was denn James’ Selbst sein soll, wenn nicht sein Körper, Verstand, Erfolg, Worte und Taten.
Ein wiederkehrendes Motiv ist die Gefügigmachung durch Schuld oder Mitleid. So reden Hank Reardens Familie und Ehefrau ihm wegen seines seelenlosen Egoismus und der totalen Hingabe an seine Stahlfabrik beständig ein schlechtes Gewissen ein, fahren aber gleichzeitig gierig die Früchte dieser angeblichen Unarten ein; erst als Rearden seinen Egoismus als Tugend akzeptiert, entkommt er dieser Schuldfalle und erkennt darin den Grund, warum er nicht glücklich war. In Rands Roman kontrollieren die Fähigen den geschäftlichen Verhaltenskodex, die Unfähigen jedoch den moralischen – da man jedoch nicht den Klugen die Wahl des Weges und den Dummen die Wahl des Ziels überlassen könne, fordert sie, auch die Moralvorstellungen dem Objektivismus zu unterwerfen.
So stellt sie Entscheidungsschwäche als den fundamentalen Fehler dar, der Erfolg verhindert, wenn sie das Management von Taggart Transcontinental gelähmt bangen und hoffen lässt, dass Dagny Taggart die Sache schon regeln wird. Es sei unmoralisch, eine Entscheidung, die man selbst fällen müsse, auf jemand anderen abzuwälzen, indem sie dasselbe Management die Entscheidung über Stopp oder Weiterfahrt eines Zuges von einer Hierarchieebene zur nächsten nach unten durchreichen lässt, bis schließlich ein unqualifizierter Gleisarbeiter zur Entscheidung gezwungen wird und alle Passagiere in einem Tunnel ersticken. Dagny bekommt gegen Ende den Rat, die Gründe zu bedenken, warum die Anderen ihrer Sache so sicher seien, jedoch nicht die Tatsache, dass sie sicher seien. Und Francisco d’Anconia stellt angesichts ererbten Reichtums fest, dass Geld den Menschen nicht gut mache, sondern im Gegenteil eine Bürde sei, derer man sich würdig erweisen müsse.

## Verfilmungen
Unter dem Titel Die Atlas Trilogie – Wer ist John Galt? verfilmte Paul Johansson im Jahr 2010 den ersten Teil des Buchs mit Taylor Schilling (Dagny Taggart) und Grant Bowler (Hank Rearden) in Hauptrollen, wobei er selbst die Rolle des John Galt übernahm. Der Film wurde am 12. Februar 2011 in Washington auf der CPAC (Conservative Political Action Conference) erstmals öffentlich gezeigt, und lief am 15. April 2011 in den US-Kinos an. Der Film erschien auf Deutsch übersetzt Ende Oktober 2012 auf DVD und Blu-Ray unter dem Titel Die Atlas Trilogie: Wer ist John Galt?.
Am 12. Oktober 2012 wurde in den USA mit Atlas Shrugged: Part II ein zweiter Teil in den Kinos veröffentlicht, Atlas Shrugged: Part III kam im September 2014 begrenzt in die US-amerikanischen Kinos.

## Trivia und Rezeption
Das Buch wird in der populären Serie Mad Men mehrfach erwähnt. Der Werbeagentur-Inhaber Bertram Cooper empfiehlt das Buch nachdrücklich Don Draper, der Gedanken daraus in einem Pitch gegenüber einem Kunden verwendet.
In der satirischen Romantrilogie Illuminatus! wird mehrfach auf Rands Roman angespielt. Außerdem wird dort eine Persiflage mit dem Titel „Telemachus sneezed“ (Telemachos nieste) der fiktiven Autorin Atlanta Hope genannt.
Der Evolutionsbiologe David Sloan Wilson veröffentlichte 2020 als Parodie seinen Debütroman Atlas Hugged. The Autobiography of John Galt III. (Atlas umarmt).

## Ausgaben
- Ayn Rand: Atlas wirft die Welt ab. Holle Verlag, Baden-Baden 1959
- Ayn Rand: Atlas wirft die Welt ab. Blanvalet, München 1989, ISBN 3-7645-5443-6.
- Ayn Rand: Wer ist John Galt? GEWIS, Hamburg 1997, ISBN 3-932564-03-0.
- Ayn Rand: Der Streik.  Verlag Kai M. John, München 2012, ISBN 978-3-00-037094-6.
- Ayn Rand: Der freie Mensch. thinkum Verlag, Müncheberg 2021, ISBN 978-3-949522-00-0.